# Воронков Анатолій Миколайович
Воронков Анатолій Миколайович (1951—2015) — колишній генеральний директор Державного підприємства «Полтавський регіональний науково-технічний центр стандартизації, метрології та сертифікації».

## Життєпис
Народився 11 вересня 1951 (місто Полтава); одружений; має сина. Помер 4 листопада 2015 року. Похований на Розсошенському кладовищі м. Полтава.
Освіта: Полтавський кооперативний інститут (1977), товарознавець продовольчих товарів. Міжнародний інститут бізнесу і права (1995), юрист-менеджер.
- З 1968 — фрезерувальник Полтавського електромеханічного заводу.
- 1972—1976 — на підприємствах сфери торгівлі.
- 1976—1988 — в управлінні торгівлі Полтавського облвиконкому.
- 1988—1991 — начальник управління організації торгівлі Міністерства торгівлі України.
- 1991—1992 — заступник голови виконкому Полтавської облради народних депутатів.
- 03.-10.1992 — Міністр зовнішніх економічних зв'язків і торгівлі України.
- 1993—2000 — директор Торгового дому «Полтава».
- 2000—2001 — начальник Управління у справах захисту прав споживачів в Полтавській області.
- 11.2001-02.2003 — заступник Голови Державного комітету стандартизації, метрології та сертифікації України.
- 02.2003-04.2004 — заступник Голови Державного комітету України з питань технічного регулювання та споживчої політики.

Державний службовець 3-го рангу (12.2001).
Заслужений працівник сфери послуг України (10.2007).